# Elezioni parlamentari a Cipro del 2016
Le elezioni parlamentari a Cipro del 2016 si tennero il 22 maggio per il rinnovo della Camera dei rappresentanti e videro la vittoria del Raggruppamento Democratico.

## Risultati
| Liste                                                   | Voti    | %     | Seggi |
| ------------------------------------------------------- | ------- | ----- | ----- |
| Raggruppamento Democratico                              | 107 825 | 30,69 | 18    |
| Partito Progressista dei Lavoratori                     | 90 204  | 25,67 | 16    |
| Partito Democratico                                     | 50 923  | 14,49 | 9     |
| Movimento dei Socialdemocratici - EDEK                  | 21 732  | 6,18  | 3     |
| Alleanza dei Cittadini                                  | 21 114  | 6,01  | 3     |
| Movimento Solidarietà                                   | 18 424  | 5,24  | 3     |
| Movimento degli Ecologisti - Cooperazione dei Cittadini | 16 909  | 4,81  | 2     |
| Fronte Popolare Nazionale                               | 13 041  | 3,71  | 2     |
| Partito per gli Animali di Cipro                        | 4 088   | 1,16  | –     |
| Respiro del Popolo                                      | 3 072   | 0,87  | –     |
| Movimento Sociale Bandiera                              | 2 033   | 0,58  | –     |
| Organizzazione dei Combattenti della Giustizia          | 983     | 0,28  | –     |
| Candidati individuali                                   | 1 041   | 0,30  | –     |
| Totale                                                  | 351 389 | 100   | 56    |